# Xã Keevil, Quận Monroe, Arkansas
Xã Keevil (tiếng Anh: Keevil Township) là một xã thuộc quận Monroe, tiểu bang Arkansas, Hoa Kỳ. Năm 2010, dân số của xã này là 171 người.